# Tullavgift

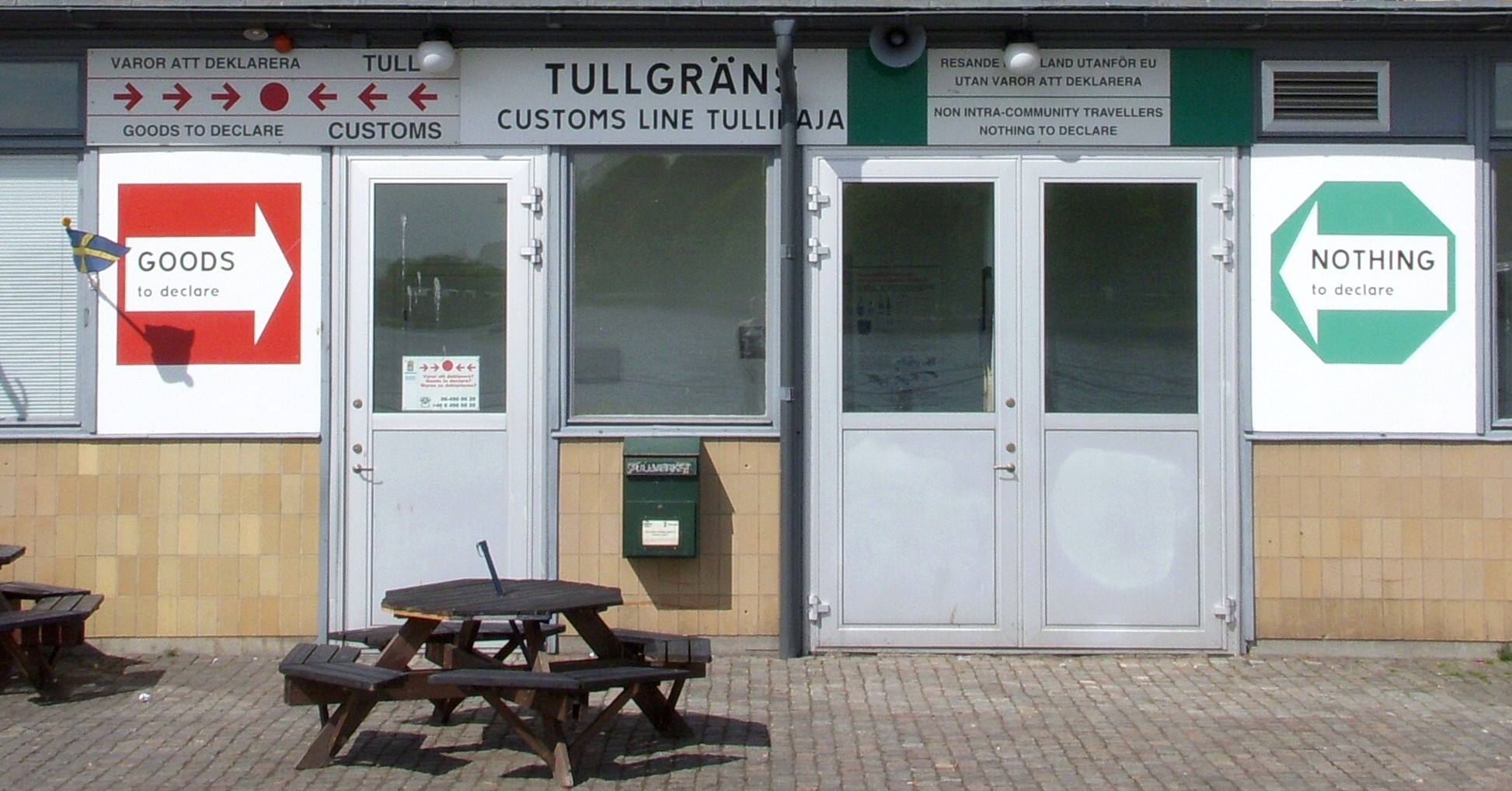
Tullgräns på Skeppsbron, Stockholm.

Tullavgift (importtull) är en skatt enligt en tariff som betalas vid import eller export av varor över en landgräns. Förr var tullavgift en betydande inkomstkälla för staten. Idag används tullavgiften mer för att utjämna prisdifferenser.
Importtullar har efterhand fått ge plats åt andra handelsrestriktioner som importkvoter, exportsubventioner och andra handelspolitiska verktyg.

## Tullsats
Tullsatsen är en procentsats som räknas på tullvärdet (normalt varuvärdet enligt faktura plus fraktkostnad och eventuell transportförsäkring) och ger den tullavgift som man ska betala för varorna när man tar in dem i landet. Om tull bestäms efter andra kriterier än värde, till exempel vikt eller volym, är tullsatsen i stället (i Sverige) kronor per vikt eller volymenhet.
Tullsatsen kan utformas på olika sätt. En form är specifik skatt där man ålägger en bestämd skatt per importerad enhet. Ett annat sätt kallas Ad Valorem-skatt vilket betyder att man sätter en procentuell skatt för en hel importsektor.
Nominell tull är förhållandet mellan den tullavgift som betalas när en vara importeras och priset på varan. För att beräkna effektiv tull tar man hänsyn till hur tullen höjer priset på förädlingsvärdet, det vill säga man räknar bort de insatsvaror som ingår i varan. Grundat på statens dekret att tullavgifter förädlar varan, så beräknas moms på varans egenvärde plus tullavgifter.

## Tullavgift på exportvaror
En tullavgift på exportvaror innebär att skatten betalas då varan exporteras från landet. Tullavgifter exportvaror ökar kostnaden för att sälja varor producerade i ett land utomlands. Det är ett vanligtvis impopulärt mått att använda, eftersom de skadar den inhemska industrin. De anledningar som tas upp till fördel för att erlägga en tullavgift på exportvaror är för att begränsa inflation, om den har för höga nivåer, samt i vissa fall för att se till att det tullbeläggande landet har tillräckliga mängder av viktiga varor. Kina har historiskt tullbelagt export av viktiga veteprodukter, eftersom höga internationella priser fick producenter att exportera så mycket att Kina själva fick vetebrist.